# Toshiyuki Kita
Toshiyuki Kita (jap. 喜多 俊之, Kita Toshiyuki; geboren 5. November 1942 in Osaka, Präfektur Osaka) ist ein japanischer Designer für Möbel- und Industriedesign.

## Biografie
Kita studierte bis 1964 Architektur an der Universität Osaka und ging 1969 nach Mailand, wo er mit Mario Bellini und Silvio Coppola arbeitete und neue Materialien und Designs kennenlernte. 1971 eröffnete er in Mailand ein eigenes Studio und entwarf seitdem für verschiedene Kunden Möbel und andere Produkte. Zu seinen bekanntesten Werken gehören der Tisch „Alto Basso“ für De Padova, das Küchenprogramm Kyòs  für Disegno Duo (1993), die Stühle „Fido“, „Titti“ und „Walk“ für Moroso, Italien, Milchglasobjekte für Ritzenhoff, diverse Element für Tecnolumen und Stühle und eine Sitzgruppe für Wittmann. Hinzu kommen der Stuhl „TOK“ und die Serie Ara bestehend aus einem Sessel mit Hocker, einem Sofa und einer Verwandlungsliege für Interprofil. Sein Sessel „Wink“ aus einem Stahlgestell mit Halbkugelrollen und einer Polyurethanauflage mit Dracon wurde für die italienische Firma Cassina entwickelt. Der Sessel besitzt zudem überdimensionierte, ohrenförmige Kopfstützen und eine bunte Farbgebung, beides wurde als ironisches Zitat auf die Pop-Art interpretiert. 1988 entwickelte Kita gemeinsam mit dem New Yorker Künstler Keith Haring die beiden Leuchtenmodelle On Taro und On Giro für das Unternehmen Kreon. Dabei benutzen sie erstmals elektroluminiszierende Lampenschirme.
Kita erhielt 1975 den Japan Interior Design-Preis und 1983 den Product-Design-Preis des Institute of Business Designers. Einige seiner Arbeiten, darunter etwa der „Wink“ und der Tisch „Kick“, wurden in die ständige Sammlung des Museum of Modern Art (MoMA) in New York, im Hamburger Museum für Kunst und Gewerbe und in anderen internationalen Museen aufgenommen. Kita wurde zudem Professor an der Kunsthochschule Osaka (大阪芸術大学, Ōsaka Geijutsu Daigaku) er publiziert und stellt regelmäßig aus.

## Belege
1. ↑  Mateo Kries / Jochen Eisenbrand (Hrsg.): Atlas des Möbeldesigns, 2. Aufl. Vitra Design Museum, Weil am Rhein 2021, ISBN 978-3-931936-98-3, S. 896.
2. 1 2  
Stichwort Kita, Toshiyuki in: Thomas Heider, Markus Stegmann, René Zey: Lexikon Internationales Design. Rowohlt Taschenbuch Verlag GmbH, Reinbek bei Hamburg 1996; S. 163–164. ISBN 3-499-16346-2.
3. ↑  
Wink auf der Homepage von Toshiyuki Kita; abgerufen am 12. November 2016.
4. ↑  
Kick auf der Homepage von Toshiyuki Kita; abgerufen am 12. November 2016.
5. ↑  
Museumsobjekte auf der offiziellen Homepage von Toshiyuki Kita; abgerufen am 12. November 2016.